# 이균영
이균영(李均永, 1951년 12월 30일~1996년 11월 21일)은 대한민국의 소설가이자 역사가이다.

## 생애
전남 광양에서 출생하였고, 경복고등학교와 한양대학교 역사학과 및 동 대학원을 졸업하였다. 동덕여대 국사학과 교수를 역임하였다. 

소설가로 비교적 잘 알려져 있으나 민주화를 위한 전국교수협의회에서 활동하는 등 진보적 활동에도 앞장섰으며, 역사가로서도 일제 강점기 신간회와 지역사 연구, 그리고 한국 사회주의 운동에 대한 연구 성과를 남겼다. 특히 《신간회 연구》(역사비평사, 1993)는 신간회에 대한 첫 단독 연구서로서 제8회 단재학술상을 받기도 했다. 《신간회 연구》 발표 이후 다시 소설을 준비하고 있었던 이균영은 1996년 11월 21일 불의의 교통사고로 세상을 떠났다. 그 중에는 근현대사 전반을 다룬 십 수 권짜리 장편소설도 있었으나 결국 완성되지 못했다.

## 문학 세계
1977년 《동아일보》 신춘문예에 〈바람난 도시〉가 당선되어 소설가로 등단하였다. 주요 작품으로 《어두운 기억의 저편》,《풍화 작용》,《북망의 그늘》,《멀리 있는 빛》 등이 있다. 일상적 삶 속에서의 사물을 감각적으로 반영하면서 독특한 시적 분위기를 자아내는 작품세계를 보였다. 1984년에 〈어두운 기억의 저편〉으로 제8회 이상문학상을 수상했다.